# One Wild Night Live 1985-2001
One Wild Night Live 1985-2001 è il primo album live dei Bon Jovi, pubblicato nel 2001 dalla Island Records.
Il disco è una raccolta di diverse esibizioni live della band registrate in vari tour, per l'appunto tra il 1985 ed il 2001.

## Tracce
1. It's My Life (Live) – 3:51 – registrata il 27 novembre 2000 a Toronto (Ontario, Canada)
2. Livin' on a Prayer (Live) – 5:13 – registrata il 30 agosto 2000 a Zurigo (Svizzera)
3. You Give Love a Bad Name (Live) – 3:53 – registrata il 30 agosto 2000 a Zurigo (Svizzera)
4. Keep the Faith (Live) – 6:17 – registrata il 20 settembre 2000 a New York (USA)
5. Someday I'll Be Saturday Night (Live) – 6:30 – registrata il 10 novembre 1995 a Melbourne (Australia)
6. Rockin' in the Free World (Live) – 5:44
7. Something to Believe In (Live) – 6:01 – registrata il 19 maggio 1996 a Yokohama (Giappone)
8. Wanted Dead or Alive (Live) – 6:01 – registrata il 20 settembre 2000 a New York (USA)
9. Runaway (Live) – 4:47 – registrata il 20 aprile 1985 a Tokyo (Giappone)
10. In and Out of Love (Live) – 6:12 – registrata il 20 aprile 1985 a Tokyo (Giappone)
11. I Don't Like Mondays (Live) (duetto con Bob Geldof) – 5:36 – registrata il 25 giugno 1995 al Wembley Stadium (Londra, Regno Unito)
12. Just Older (Live) – 5:13 – registrata il 27 novembre 2000 a Toronto (Ontario, Canada)
13. Something for the Pain (Live) – 4:22 – registrata il 10 novembre 1995 a Melbourne (Australia)
14. Bad Medicine (Live) – 4:19 – registrata il 30 agosto 2000 a Zurigo (Svizzera)
15. One Wild Night 2001 (Remix) – 3:44 – remix del brano registrato in studio

## Formazione
- Jon Bon Jovi: voce e chitarra
- Richie Sambora: chitarra solista e voce
- David Bryan: tastiere
- Tico Torres: batteria
- Alec John Such: basso
- Hugh McDonald: basso

## Classifiche
| Classifica (2001)      | Posizione massima |
| ---------------------- | ----------------- |
| Australia              | 6                 |
| Austria                | 2                 |
| Belgio (Fiandre)       | 1                 |
| Belgio (Vallonia)      | 17                |
| Canada                 | 4                 |
| Danimarca              | 10                |
| Finlandia              | 4                 |
| Francia                | 15                |
| Germania               | 3                 |
| Irlanda                | 7                 |
| Italia                 | 6                 |
| Norvegia               | 5                 |
| Nuova Zelanda          | 34                |
| Paesi Bassi            | 2                 |
| Polonia                | 17                |
| Regno Unito            | 2                 |
| Spagna                 | 2                 |
| Stati Uniti            | 20                |
| Stati Uniti (internet) | 6                 |
| Svezia                 | 7                 |
| Svizzera               | 1                 |
| Ungheria               | 8                 |

## Tour promozionale
Per promuovere l'album, il gruppo intraprese il One Wild Night Tour, partito il 24 marzo 2001 dall'Etihad Stadium di Melbourne, e conclusosi il 28 luglio dello stesso anno al Giants Stadium di East Rutherford.